# Leptoomus janzeni
Leptoomus janzeni is een vliesvleugelig insect uit de familie Tanaostigmatidae. De wetenschappelijke naam is voor het eerst geldig gepubliceerd in 2008 door Gibson.